# Agung
Pour les articles homonymes, voir Agung (homonymie).
L'Agung ou mont Agung, en balinais : ᬕᬸᬦᬸᬂ ᬆᬕᬸᬂ, en indonésien Gunung Agung, littéralement en français « montagne suprême » ou « montagne sacrée », est un volcan d'Indonésie situé sur l'île de Bali dont il constitue le point culminant avec 2 995, 3 031 ou 3 142 mètres d'altitude. Stratovolcan conique aux pentes régulières et escarpées, il est couronné par un cratère. Pour les Balinais hindouistes, il est considéré comme le fils du Semeru de Java qui est lui-même le fils du mont Meru de l'hindouisme.

## Géographie

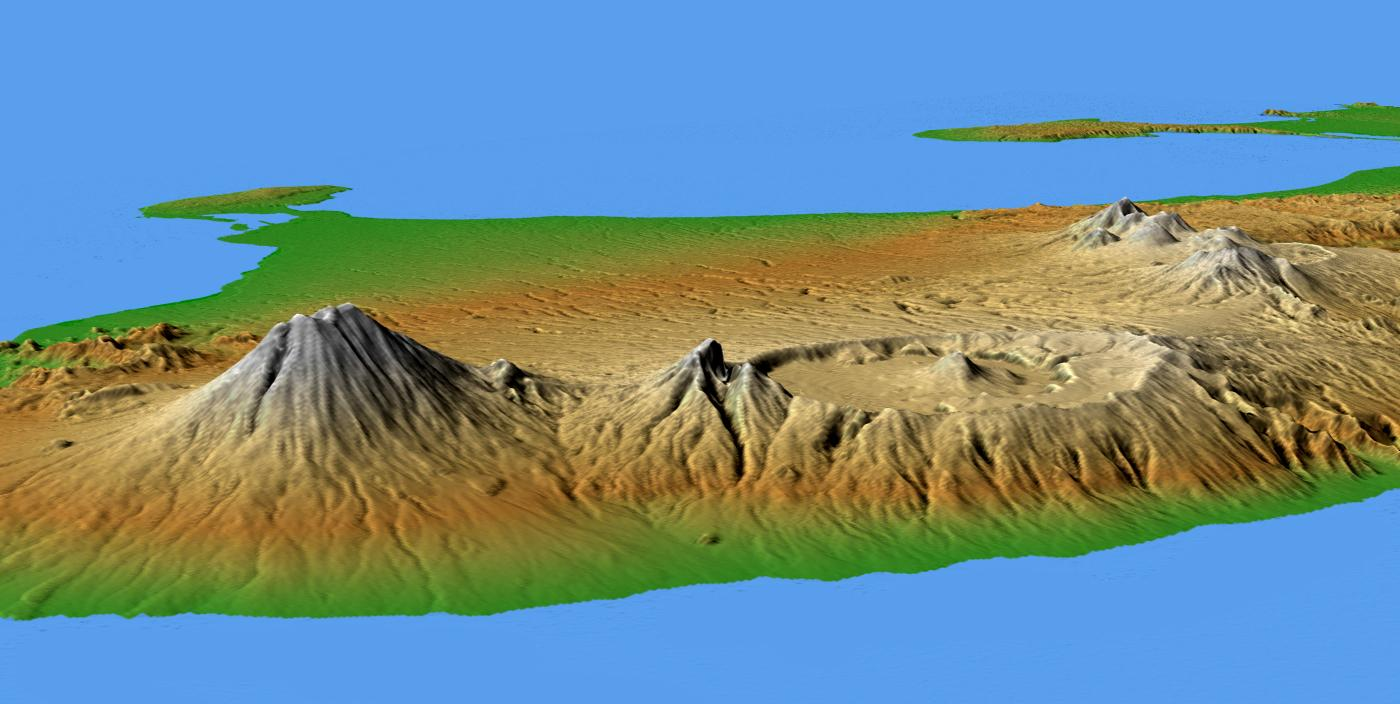
Modèle numérique de terrain vu en perspective d'une partie de Bali avec l'Agung à gauche et le Batur à droite.

L'Agung est situé dans le centre de l'Indonésie, dans l'Ouest des Petites îles de la Sonde et dans l'Est de Bali. Il est entouré au nord-est par la mer de Bali, à l'est par le Seraja, un vieux massif volcanique, au sud par le détroit de Lombok et au nord-ouest par le Batur.
Les pentes escarpées et régulières de l'Agung lui confèrent une forme symétrique typique des stratovolcans. Il est couronné par un cratère de 800 mètres de diamètre culminant à 2 995, 3 031[réf. nécessaire] ou 3 142 mètres d'altitude. Les pieds du volcan et le bas de ses pentes sont densément peuplés et intensément cultivés, les populations étant attirées par la fertilité des sols volcaniques.

## Histoire

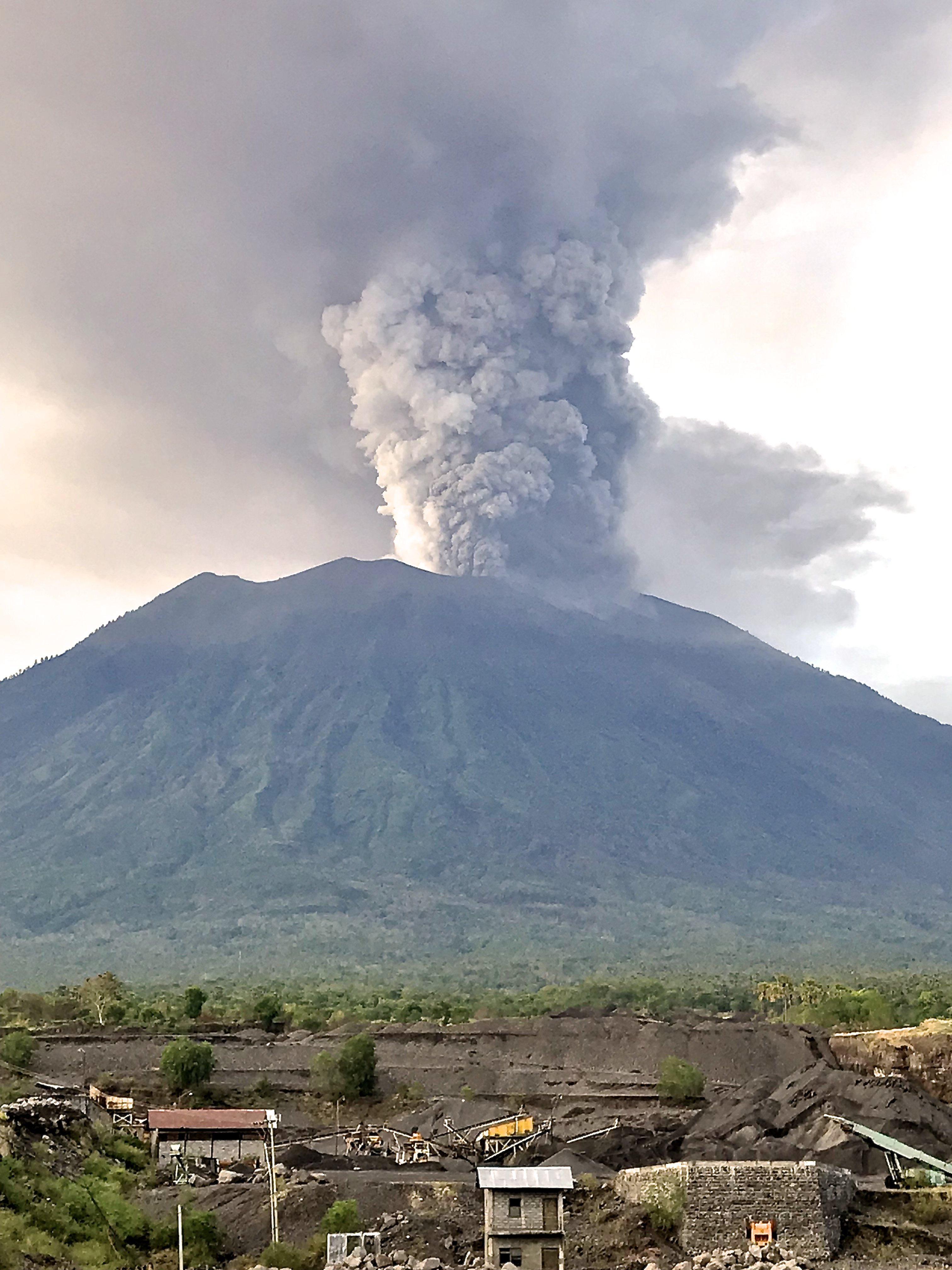
Panache volcanique s'élevant du cratère sommital de l'Agung le 27 novembre 2017.

Peu d'éruptions sont connues sur l'Agung, seulement quatre depuis la colonisation par les Européens, en 1808, 1843, du 18 février 1963 au 27 janvier 1964 et depuis le 21 novembre 2017. Elles sont de type explosif, assez puissantes avec des indices d'explosivité volcanique pouvant aller jusqu'à 5.
Le 18 février 1963, les habitants entendent de fortes explosions et aperçoivent des nuages au-dessus du cratère de l'Agung. Le 24 février, des coulées de lave sont émises sur le versant septentrional de la montagne pour finalement effectuer un trajet de sept kilomètres dans les 20 jours suivants. Le 17 mars, le volcan produit des explosions d'indice d'explosivité volcanique de 5 en envoyant des débris entre huit et dix kilomètres dans les airs. Des nuées ardentes dévastent de nombreux villages, tuant environ 1 500 personnes. Des lahars, produits par les importantes précipitations, tuent 200 personnes supplémentaires. Une deuxième explosion, le 16 mai, engendre de nouvelles coulées pyroclastiques qui tuent encore 200 habitants. Des coulées de lave passent à quelques dizaines de mètres du temple de Besakih. Le sauvetage du temple est considéré par le peuple balinais comme miraculeux et comme étant un signal des dieux qui voulaient montrer leur pouvoir, mais sans détruire le monument que les fidèles balinais avaient érigé.
À partir de septembre 2017 (en), l'apparition d'une activité sismique fait craindre aux autorités un risque d'éruption imminente. Le 22 septembre, elles décrètent l'alerte maximale et ordonnent l'évacuation de 75 000 personnes dans un périmètre de onze kilomètres autour de l'Agung. Le volcan se calme à la mi-octobre ; cependant, le 21 novembre 2017, il émet un panache de cendres et de vapeur qui s'élève à 700 mètres au-dessus du volcan. L'éruption s'intensifie le 25 novembre et provoque des perturbations du trafic aérien du 26 au 28 novembre. La surveillance radar du sommet met en évidence une éruption sommitale entre le 28 novembre et le 2 décembre 2017. En janvier 2018, l'alerte est maintenue au niveau 4.

## Dans la culture

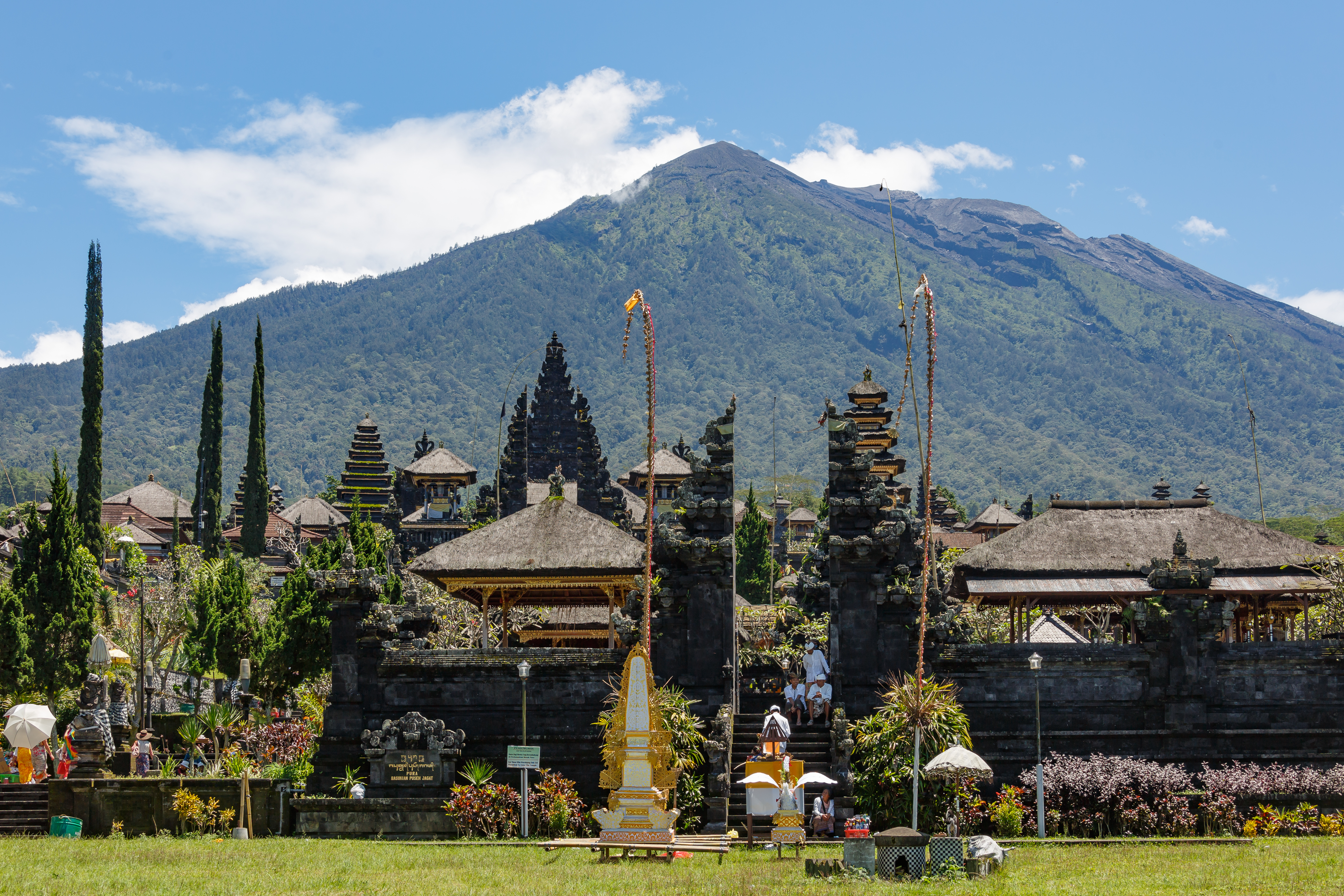
Vu du temple de Besakih au pied de l'Agung.

L'Agung était déjà, avant l'introduction de l'hindouisme, considérée comme une montagne sacrée. À environ 900 mètres sur le flanc sud-ouest se trouvait un sanctuaire pour le culte de la montagne et des esprits ancestraux résidents. Plus tard, ce sanctuaire est réutilisé par l'hindouisme et au même endroit est construit le temple de Besakih. L'Agung est souvent assimilé à Bali comme étant le mont Meru et donc le centre du monde. Ce culte de la montagne se mêle à celui de Shiva, en particulier dans sa forme de dieu-soleil Sūrya, et au culte des ancêtres. Le temple de Besakih contient plusieurs autels, des sanctuaires et des statues de valeur. C'est le plus grand temple hindou de Bali.
Dans les cérémonies religieuses, l'ascension de la montagne est effectuée afin de recueillir des feuilles de palmier d'eau bénite avec laquelle les pèlerins sont ensuite mouillés.
L'éruption de 1350 est mise en scène dans la bande dessinée Le Matin du monde de Roger Leloup.

## Ascension

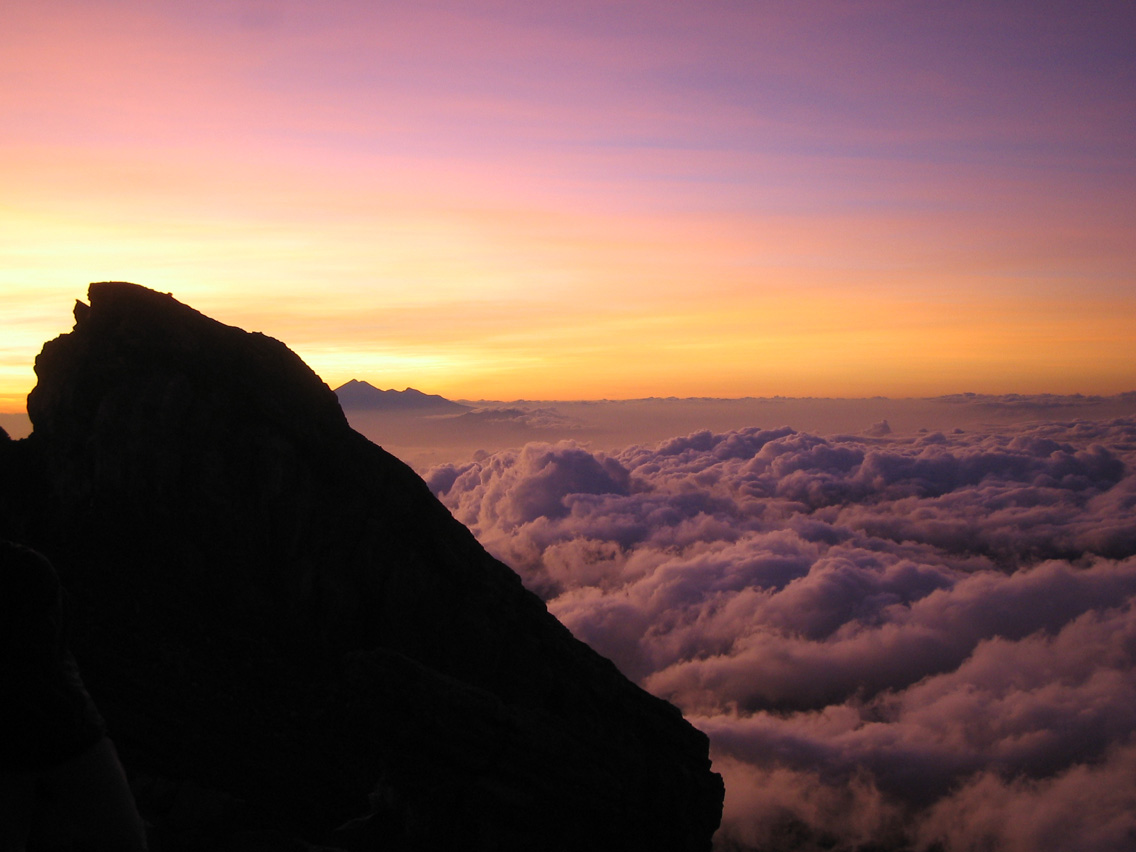
Mer de nuages au petit matin depuis le sommet.

Son ascension est plus difficile et plus longue que la montée de la montagne la plus populaire de Bali, le Batur, située à l'ouest. Bien qu'elle ne nécessite pas d'équipement particulier et que l'altitude ne soit pas suffisante pour provoquer le mal aigu des montagnes, les conditions météorologiques rencontrées au sommet sont celles de la haute montagne avec un risque de dégradation rapide, des températures qui peuvent chuter et la nébulosité pouvant se développer.
Il existe deux itinéraires pour gravir la montagne. L'un part de Besakih à environ 1 100 mètres d'altitude, sur le versant sud-ouest (6 à 7 heures de montée, 3 à 4 heures de descente), l'autre part de Pura Pasar Agung, sur le versant sud, près de Selat (4 heures de montée). Un chemin de traverse assez périlleux relie les deux itinéraires, fléché avec des marques de peinture blanche et disposant d'une corde sur un passage à la verticale. La montée depuis Besakih, où des guides sont disponibles, est assez difficile. Elle peut être effectuée dans la journée, avec un départ vers minuit pour une arrivée au sommet à l'aube.